# Presó d'Adra
La presó d'Adra (àrab: سجن عدرا, sijn ʿAdrā) és una presó a Síria, ubicada als afores i al nord-est de la ciutat de Damasc. S'hi troben empresonats presoners civils i presos polítics. El 2014, la presó tenia més de 7.000 presos, una dotzena de les quals són dones. The Washington Post ha definit la presó d'"infame".
El fiscal Ahmad Bakri va afirmar que la presó "va ser dissenyada per contenir 2.500 reclusos i possiblement 4000 sota circumstàncies especials, tot i que la instal·lació té ara més de 7.000 persones a l'interior de les parets". A més, s'hi reclouen acusats de tots els nivells de delictes. Bakri es va preguntar: "És correcte que les persones que condemnades per robatori s'allotgi amb un assassí, o algú culpable d'una infracció de trànsit, amb un addicte a les drogues?".

## Història
Ghassan Najjar, un enginyer que va ser empresonat el 1980, segons els informes, va emprendre dues vagues de fam, una de les quals per a protestar per les condicions a la presó. Els seus companys de presó van assegurar que va ser colpejat pels guàrdies de la presó que intentaven obligar-lo a menjar, fins al punt que va patir lesions de la medul·la.
Masud Hamid, un estudiant de periodisme kurd, va ser deixat en confinament solitari durant un any entre 2003 i 2004 abans de permetre-li visites mensuals. Human Rights Watch va dir que els interrogadors l'haurien torturat i colpejat amb un fuet a la part inferior dels seus peus. La seva cel·la era 2 per 0,85 metres, i una gran part l'ocupava un lavabo.
El desembre de 2004 els presos kurds van dur a terme una vaga de fam, que va ser presumptament aturada a través de la tortura.
El març de 2011, tretze presos de la presó van començar una vaga de fam per protestar per les detencions polítiques i l'opressió. Entre els quals hi havia l'exjutge Haitham al-Maleh, de 80 anys, complint una pena de presó de tres anys per criticar la corrupció a Síria, i l'advocat Anwar al-Bunni, empresonat durant cinc anys per "debilitar la moral pública".
L'1 juliol 2013 les preses dones van començar una vaga de fam en resposta a la negligència dels seus casos per part de la fiscalia del Tribunal Antiterrorista, i pel fet que no s'aprovessin els seus respectius casos.
El desembre de 2014, la presó va superar amb escreix la seva capacitat de 2.500 persones fins a més de 7.000 presoners de tota classe d'acusacions, des d'assassins fins infractors de trànsit.
L'agost i el setembre de 2015 Jaysh al-Islam va bombardejar i va assaltar la presó, i va prendre el control de dos edificis.

## Presoners actuals
- Anwar al-Bunni
- Masud Hamid
- Haitham al-Maleh

## Expresoners
- Bassel Khartabil